# Santuario di Santa Maria di Vena
Il Santuario di Santa Maria di Vena è un santuario cattolico che si trova a Vena, frazione di Piedimonte Etneo nella città metropolitana di Catania. La fondazione è tradizionalmente attribuita al papa Gregorio I ed alla leggenda di alcuni frati che per volere divino si fermarono in quel luogo nel VI secolo.

## Storia
Secondo la tradizione santa Silvia, madre di papa Gregorio I, aveva dei possedimenti nel versante orientale dell'Etna. Una missione di frati (forse basiliani) prevenienti da Mascali era stata inviata da Gregorio che aveva deciso la fondazione di un monastero ed al loro seguito vi era un'icona della Madonna Glicofilusa che era trasportata a dorso di mulo. La leggenda narra che per volere divino il mulo ad un tratto si sarebbe fermato ed iniziando a scalciare avrebbe fatto sgorgare un rivolo o "vena" d'acqua (datazione approssimativa tra il 575 e il 580). Gregorio avrebbe così deciso nel successivo 597 di realizzare in loco un monastero basiliano dove conservare l'icona e dedicarlo a Sant'Andrea. Spesso Gregorio citò il monastero come «Sant'Andrea sopra Mascali». 
Il bizantino Teofane Cerameo, che si formò nel XII secolo proprio nel monastero e fu noto come arcivescovo di Rossano, scrittore e predicatore, citò l'icona di Vena. Successivamente ai normanni le informazioni attendibili sul monastero si perdono sino al 1500 quando viene citata un'«Abbazia di Vena». Le ipotesi più accreditate propendono per l'abbandono del monastero a causa di eventi naturali legati al vicino vulcano, probabilmente il terremoto e la successiva eruzione del 1169, come avvenne nel caso dell'Abbazia di Santa Maria di Maniace di Bronte. Una causa comune anche ad altri monasteri alle pendici dell'Etna che, pur se in momenti diversi, dovettero essere abbandonati come quello di Sant'Andrea a Milo, di San Giacomo a Zafferana Etnea e quello di San Nicola a Nicolosi. Inoltre sull'abbandono è possibile che abbia anche influito il progressivo ridimensionamento dei cenobi basiliani avvenuto dopo la ricca epoca normanna.
Se una «Abbazia di Vena» viene citata nel XVI secolo, non è noto quando avvenne la trasformare da monastero in abbazia. Fonti di archivio testimoniano però che l'abbazia possedeva alla fine del XVIII secolo "un notevole appezzamento di terreno, che si estendeva da sopra Presa fino a Montarsi e che, una volta quotizzato, fu dato in enfiteusi perpetua a varie persone, negli anni 1797-1798". Nel 1867 il Regno d'Italia, con l'eversione dell'asse ecclesiastico, espropriò le porzioni rimanenti del terreno e soppresse l'abbazia.

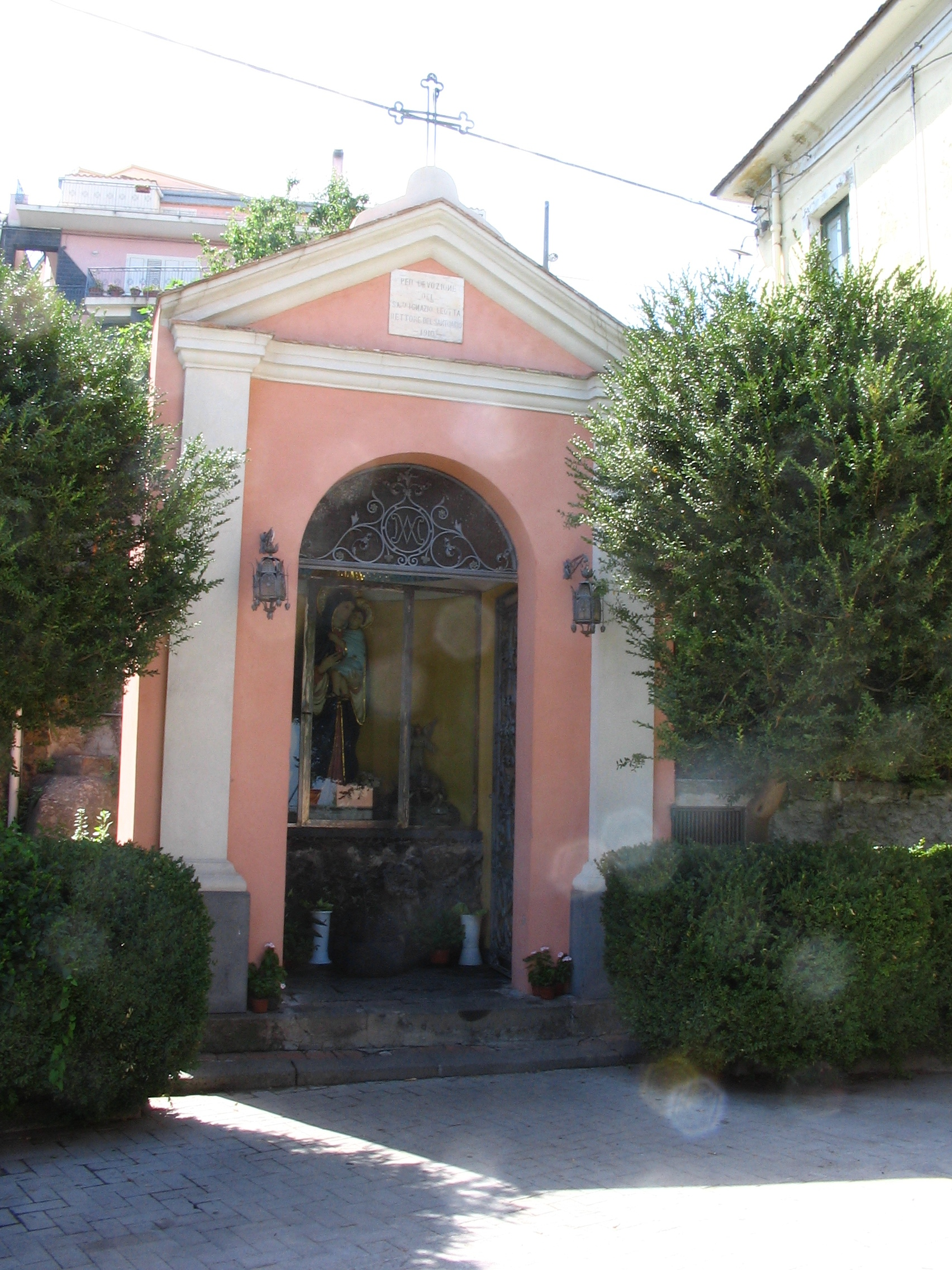
Capitello votivo: la fonte d'acqua

Secondo alcuni dei ruderi del monastero (poi abbazia) sarebbero rimasti sino ai primi del XX secolo. L'impronta dell'attuale Santuario è decisamente novecentesca, essendo stato ultimato nel 1930 e di antico conserva solo l'icona della Madonna. A fianco del tempio si trova la vena d'acqua tradizionalmente attribuita all'evento divino.

## L'icona

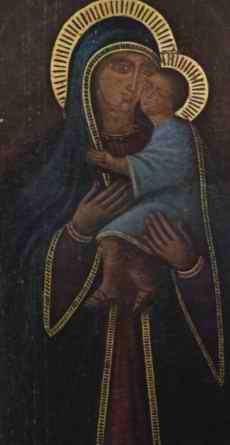
L'icona sacra della Madonna di Vena

L'immagine che ritrae la Madonna e Gesù bambino nell'icona è di dimensioni cm.170 X 67. La tavola di cedro del Libano è spessa 3 cm. Si trova un'iscrizione latina, probabilmente postuma, che recita: "Sancta Maria, Vena omnium gratiarum, ora pro nobis" ("Santa Maria, Vena di tutte le grazie, prega per noi").
Sulla datazione dell'icona ci sono due correnti di pensiero, una prevalente si rifà alla tradizione popolare (VI secolo) dell'icona bizantina mentre altri autorevoli studiosi ipotizzano che possa anche trattarsi di un'icona del XIII secolo di fattura locale.